# Departamento del Vaupés
Koordinaten: 0° 30′ N, 70° 30′ W
Das Departamento del Vaupés ist ein Departamento im Südosten Kolumbiens.
Es grenzt im Osten an Brasilien, im Süden an das Departamento Amazonas, an Caquetá im Westen und nördlich liegen Guaviare und Guainía.
Landwirtschaft und Rinderhaltung sind die wirtschaftlichen Standbeine der Region. Es werden Mais, Yuca, Kochbananen, Reis, Kakao und Süßkartoffeln auf minderwertigen Böden angebaut. Weiterhin spielen Jagd, Fischfang, Bergbau und die Holzgewinnung eine wichtige Rolle.
Sehenswert sind die Stromschnellen Jirijirimo des Flusses Río Apaporis.

## Administrative Unterteilung
Das Departamento del Vaupés besteht aus drei Gemeinden (Municipios) (CM) und drei Ämtern (CD). Die Ämter sind durch das Fehlen städtischer Strukturen gekennzeichnet. Im Folgenden verzeichnet sind alle Gemeinden und Ämter mit ihrer Gesamteinwohnerzahl sowie der Einwohnerzahl für Gemeindekern und ländlichen Bereich aus der Volkszählung des kolumbianischen Statistikamtes DANE aus dem Jahr 2018, hochgerechnet für das Jahr 2022.
| Gemeinde/Amt  | Gesamteinwohnerzahl | Einwohner Gemeindekern | Einwohner ländlicher Teil |
| ------------- | ------------------- | ---------------------- | ------------------------- |
| Caruru (CM)   | 3.498               | 1.649                  | 1.849                     |
| Mitú (CM)     | 35.838              | 11.117                 | 24.721                    |
| Pacoa (CD)    | 4.881               | 0                      | 4.881                     |
| Papunaua (CD) | 857                 | 0                      | 857                       |
| Taraira (CM)  | 2.647               | 1.100                  | 1.547                     |
| Yavaraté (CD) | 1.211               | 0                      | 1.211                     |